# Junya Ito (fodboldspiller, født 1998)
Junya Ito (født 12. april 1998) er en japansk tidligere professionel fodboldspiller.
Han har spillet for flere forskellige klubber i sin karriere, herunder FC Tokyo.